# Distretto di Valka
Il distretto di Valka (in lettone Valkas Rajons) è stato uno dei 26 distretti della Lettonia nella regione storica della Livonia.
In base alla nuova suddivisione amministrativa è stato abolito a partire dal 1º luglio 2009

## Comuni
Il distretto comprendeva quattro città:
- Smiltene
- Valka
- Strenči
- Seda

e i seguenti comuni
- Blomes
- Brantu
- Ērģemes
- Ēveles
- Jērcēnu
- Kārķu
- Grundzāles
- Launkalnes
- Plāņu
- Smiltenes
- Palsmanes
- Valkas
- Variņu
- Zvārtavas
- Bilskas
- Trikātas
- Vijciema